# Любомир Николов – Нарви
Вижте пояснителната страница за други личности с името Любомир Николов.
Любомир Николов – Нарви е български писател, преводач и редактор. Известен е също и с псевдонимите Колин Уолъмбъри и Тим Дениълс, под които издава книги-игри. Той е „бащата на жанра“ книга-игра в България. Николов е един от уважаваните толкинисти и е известен с преводите на четири от книгите на Дж. Р. Р. Толкин – „Властелинът на пръстените“, „Силмарилион“, „Недовършени предания“ и „Децата на Хурин“. Любомир Николов е автор на множество приказки за деца, книги-игри, фантастични разкази и романи.

## Биография
Любомир Славов Николов е роден на 10 януари 1950 г. в гр. Казанлък. Той е брат на писателя Сим Николов. Женен е и има една дъщеря. Следва машиностроене в гр. Тула, Русия. През 1977 г. завършва журналистика в СУ „Климент Охридски“. По време на следването си работи в Българската телевизия, където заедно със свои колеги под псевдонима „Иван Славков“ прави предаването „По хълмовете на времето“. Работил е в Централния съвет на българските профсъюзи, в списание „Криле“ и в периодичния печат. Николов е писател във фантастичния жанр, а след 1991 г. е преводач на свободна практика. Членува в клуба за фантастика „Иван Ефремов“ към Софийския градски младежки дом почти от самото му основаване.
Почива на 20 юли 2024 година в София.

## Творчество
Любомир Николов е автор на фантастичните романи „Съдът на поколенията“ (заедно с Георги Георгиев), „Къртицата“, „Червей под есенен вятър“, „Десетият праведник“, повестта „По стената“ и други. Негов е разказът „Гребенче за таласъма“, по който е направен телевизионен филм.
Любомир Николов е първият български автор на книги-игри. Той започва да пише книги-игри през 1992 г., след като случайно закупува книга-игра, написана на френски език, от антикварен магазин. Вдъхновен от нея, решава да напише сам своя. Първата книга-игра, която пише, носи името „В лабиринта на времето“, но е издадена от „Плеяда“ като трета негова. Първата издадена е „Огнена пустиня“ от Еквус Арт (под истинското му име), която е и първата издадена книга-игра от български автор. Следва „Замъкът на таласъмите“ (вече под псевдонима Колин Уолъмбъри), издадена от „Плеяда“. Пише основно фентъзи (включително хумористично) и приключенски книги. Най-голям успех постига с няколко поредици – тази за емблематичния му персонаж, археолога Дик Ченси, няколкото книги-игри за таласъми, исторически базираните „Конникът на Апокалипсиса“ и „Сянката на Сатаната“, както и трилогията епично фентъзи за превзет от чудовища свят – „Реката от която никой не се завръща“, „Нокти срещу огън“ и „Леденият вихър на смъртта“. Книгите му игри се характеризират със сравнително простите игрови системи и акцента върху литературата, а заложеният вътре правилен път утвърждава моралните избори; Колин винаги награждава смелостта, приятелството и благородството.
Под псевдонимите Колин Уолъмбъри и Тим Дениълс пише над 30 книги преди залеза на книгите-игри през 1999 г. Тяхното преиздаване започва в началото на 2024 година с инициативата „Задругата на Нарви“.

## Награди
Любомир Николов е носител на наградите „Еврокон“ (Франция, 1987), „Соцкон“ (1989) и „Гравитон“ (2001) за цялостно творчество, Читателска награда за най-добър фантастичен роман на десетилетието (2002), Награда на Съюза на преводачите и Награда „Кръстан Дянков“. „Ледената цитадела“ печели награда за „Българска книга на годината“ за 2014 г. и за „Най-добра книга-игра“ от Национални фантастични награди 2015. На същите награди, Любомир Николов печели приза за най-добър преводач.

## Произведения

### Романи
- „Съдът на поколенията“ (съвместно с Георги Георгиев), 1978 г.
- „Къртицата“, 1981 г.
- „Червей под есенен вятър“, 1986 г. (получил наградата „Еврокон“ за 1987 г.)
- „Десетия праведник“, 1999 г. (получил „Читателска награда за най-добър роман на десетилетието“)
- „Сивият път“ част I: „Наследникът“, 2014 г.
- „Забравени сказания“, 2014 г.
- „Сивият път“ Част II: „Тронът на Коперник“, 2022 г.
- „Елесар“, 2022 г.

### Повести
- „По стената“, 1989 г.

### Разкази
- „Главният свидетел“
- „Капка воля“
- „Кораб в бутилка“
- „Гребенче за таласъма“
- „Гората“
- „Лекарство против мързел“
- „Бар „Никъде““
- „До края на зимната нощ“
- „Пиршеството на хуните“
- „Започва ваканцията“
- „Вестоносецът на Истарите“
- „Принитател за друлки“

### Книги-игри
- „Огнена пустиня“ (1992)
- „Замъкът на таласъмите“ (1992)
- „В лабиринта на времето“ (1992)
- „Гората на демона“ (1993)
- „Тайната на светещия мъх“ (1993)
- „Господарят на зверовете“ (1993, под псевдонима Тим Дениълс)
- „Нощта на върколака“ (1994)
- „Пъклената кула“ (1994)
- „Последната врата“ (1994)
- „Трите камъка на съдбата“ (1994, под псевдонима Тим Дениълс)
- „Светилището на Хиперборея“ (1994, под псевдонима Тим Дениълс)
- „Операция „Звезден гост““ (1995)
- „Конникът на Апокалипсиса“ (1995)
- „Черното огледало“ (1995)
- „Реката, от която никой не се завръща“ (1995)
- „Нокти срещу огън“ (1996)
- „Сянката на Сатаната“ (1996)
- „Таласъмите се завръщат“ (1997)
- „Спасете „Титаник““ (1997)
- „Каджанга: Синът на светлината“ (1997)
- „Гробището на слоновете“ (1997)
- „Ледените пирати“ (1997)
- „Проклятието на замъка Муш-Мурок“ (1997)
- „Леденият вихър на смъртта“ (1997)
- „Полетът на Грифона“ (1998)
- „Гримоар“ (1998)
- „Тайната на таласъмите“ (1998)
- „Конан и играта на боговете“ (1998)
- „Колоните на вечността“ (разкази-игри)
- „Подземен бяг“ (1998, стратегическа)
- „Звезден легионер“ (1999)
- „Ледената цитадела“ (2014, награда „Златна никса“ за най-добра книга-игра, награда за най-добра българска книга за 2014 г. на „Цитаделата“)

### Сборници
- „Новите приказки от цял свят“, 2012 г.

## Преводи
Освен английски език, Любомир Николов владее френски, италиански, испански, руски, сърбо-хърватски, немски и полски. Превежда над 100 книги от най-различни жанрове. Сред тях са:
- „Властелинът на пръстените“ – Дж. Р. Р. Толкин (получил Награда на Съюза на преводачите)
- „Силмарилион“ – Дж. Р. Р. Толкин
- „Недовършени предания“ – Дж. Р. Р. Толкин
- „Децата на Хурин“ – Дж. Р. Р. Толкин
- „То“ – Стивън Кинг
- „Сблъсък“ – Стивън Кинг
- „Сейлъм'с Лот“ – Стивън Кинг
- „Суперкомандос“ – Ричард Морган
- „Разбудени фурии“ – Ричард Морган
- „Отвъд безмълвната планета“ – Клайв Луис
- „Корпорация „Безсмъртие“ – Робърт Шекли
- „Цивилизация на статуса“ – Робърт Шекли
- „Те вървяха като хората“ – Клифърд Саймък
- „Алиенистът“ – Кейлъб Кар
- „Африкански мемоар“ – Ърнест Хемингуей
- „Клиентът“ – Джон Гришам
- „Адвокат на улицата“ – Джон Гришам
- „Присъдата“ – Джон Гришам
- „Денят след утре“ – Алън Фолсъм
- „Ден за изповед“ – Алън Фолсъм
- „Eкзорсистът“ (преведен от Николов като „Заклинателят“) – разширено издание на книгата на Уилям Блати
- „Месията на Дюн“ – Франк Хърбърт
- „Лявата ръка на Бог“ – Пол Хофман
- „Петата погибел“ – Пол Хофман